# Жуковський Григорій Васильович
Григорій Васильович Жуковський (12 січня 1800 — 15 лютого 1880, Царське Село, Санкт-Петербурзька губернія, Російська імперія) — російський державний та військовий діяч, генерал-лейтенант, наказний отаман Оренбурзького козацького війська, двічі виконувач обов'язків Новоросійського та Бессарабського генерал-губернатора, таврійський губернатор, сенатор.

## Життєпис
Народився 12 (23) січня 1800 року. Походив з дворянства Орловської губернії.
Навчався військовій справі в Другому кадетському корпусі Санкт-Петербурга. 1819 року став прапорщиком 1-го піонерного батальйону. Того ж року отримав звання офіцера. Через рік став підпоручником і був переведений до 3-го піонерного батальйону. 1824 року в чині поручика став ад'ютантом генерала Петра Капцевича. 1825 року переведений до В'ятського полку. 1829 року переведений до лейб-гвардії Гренадерського полку. 1830 року знову став ад'ютантом генерала Капцевича.
1830 року взяв участь у придушенні Польського повстання. У битві при Дембе-Вельке був важко поранений шаблею в голову та ліву руку.
З 1834 року — полковник у генерала Капцевича. Наступного року відправлений на службу до Образцового полку.
1846 року став командиром Башкирсько-мещерякським військом та отримав звання генерал-майора. 1848 року брав участь у поході на теренах Середнього Сходу в долині Сирдар'ї. 1849 року став наказним отаманом Оренбурзького козацького війська.
На початку Кримської війни перебував при головнокомандувачеві Південної армії, згодом був призначений комендантом у Кілії.
1856 року призначений тимчасовим виконувачем обов'язків губернатора Таврійської губернії, а згодом був остаточно закріплений на цій посаді. Того ж року отримав звання генерал-лейтенанта.
1859 року брав участь у засіданнях Комісії при Міністерстві внутрішніх справ з питань перетворення повітових установ. Пізніше двічі був тимчасовим виконувачем обов'язків Новоросійського і Бессарабського генерал-губернатора.
З 1871 року покинув посаду таврійського губернатора у зв'язку з призначенням на посаду сенатора Російської імперії.
Помер 15 (27) лютого 1880 року в Царському Селі. Похований на Шуваловському цвинтарі в Санкт-Петербурзі.

## Нагороди
- Російська імперія:
  - Орден Святої Анни:
    - 3-го ступеня (1826);
    - 2-го ступеня з імператорською короною (1842);
    - 1-го ступеня (1859);
    - імператорська корона ордену (1861);

  - Орден Святого Володимира:
    - 4-го ступеня з бантом (1831);
    - 3-го ступеня (1848);
    - 2-го ступеня з мечами (1863);

  - Орден Святого Станіслава:
    - 2-го ступеня (1837);
    - 1-го ступеня (1850);

  - Орден Святого Георгія 4-го ступеня (1843);
  - Орден Білого Орла (1866);
  - Орден Святого Олександра Невського (1869);
- Османська імперія:
  - Орден Меджида 2-го ступеня (1864).